# Джонатан Мілан
Джонатан Мілан (італ. Jonathan Milan; нар. 1 жовтня 2000) — італійський велогонщик, олімпійський чемпіон 2020 року.

## Виступи на Олімпіадах
| Олімпіада  | Дисципліна                    | Місце |
| ---------- | ----------------------------- | ----- |
| Токіо 2020 | командна гонка переслідування | 1     |